# گوزنچه سرخ اکوادور
گوزنچه سرخ اکوادور (نام علمی: Mazama rufina) نام یک گونه از سرده گوزنچه است.